# Team Boomerang
Team Boomerang är ett seniorlag i teamåkning från Sverige. Laget av består av 16 åkare och 4 reserver.
Team Boomerang kommer från Göteborg. Laget startades första gången 1998 men drabbades två år senare av åkarbrist. Det dröjde fram till 2005 innan Team Boomerang kunde startas upp på nytt igen, denna gång med helt nya åkare. Laget har som bästa placering en åttondeplats i VM 2012, i Göteborg.